# Мазур Василь Олександрович
Василь Олександрович Мазур (нар. 11 березня 1972, Вінниця, УРСР) — білоруський футболіст українського походження, нападник. Виступав за збірну Білорусі.

## Клубна кар'єра
Вихованець пінського футболу, перший тренер — П.В. Апанасюк. На дорослому рівні дебютував 1992 року в борисовської «Березині», яка виступала у другій лізі Білорусі. З 1993 по 1996 грав у Першій лізі за пінський «Комунальник». По ходу сезону 1996 року перейшов у солігорський «Шахтар», за який зіграв 6 матчів та відзначився 2 голами у вищій лізі Білорусі. У 1997 році повернувся в пінський клуб, де провів ще один сезон. У 1998 році підписав контракт з клубом вищої ліги «Гомель», де був одним з ключових гравців команди. У 2000 році через конфлікт з керівництвом «Гомеля» відданий в оренду в інший клуб вищої ліги, «Ведрич-97». У 2001 році перейшов у калінінградську «Балтику» з російського першого дивізіону, однак по ходу сезону отримав травму, після чого фактично зав'язав з футболом. Повернувшись в Пінськ, декілька років виступав за місцеві аматорські клуби. Повернувся у великий футбол 2008 року, на запрошення тренера пінської «Хвилі» Михайла Антоновича Шоломицького, під керівництвом якого провів два роки в першій лізі.

## Кар'єра в збірній
За збірну Білорусі провів 3 матчі: два в 1998 році проти збірної Литви (7 червня і 19 серпня) та один проти збірної Ізраїлю 9 лютого 1999 року.